# Sint-Annakapel (Sevenum, Grubbenvorsterweg)

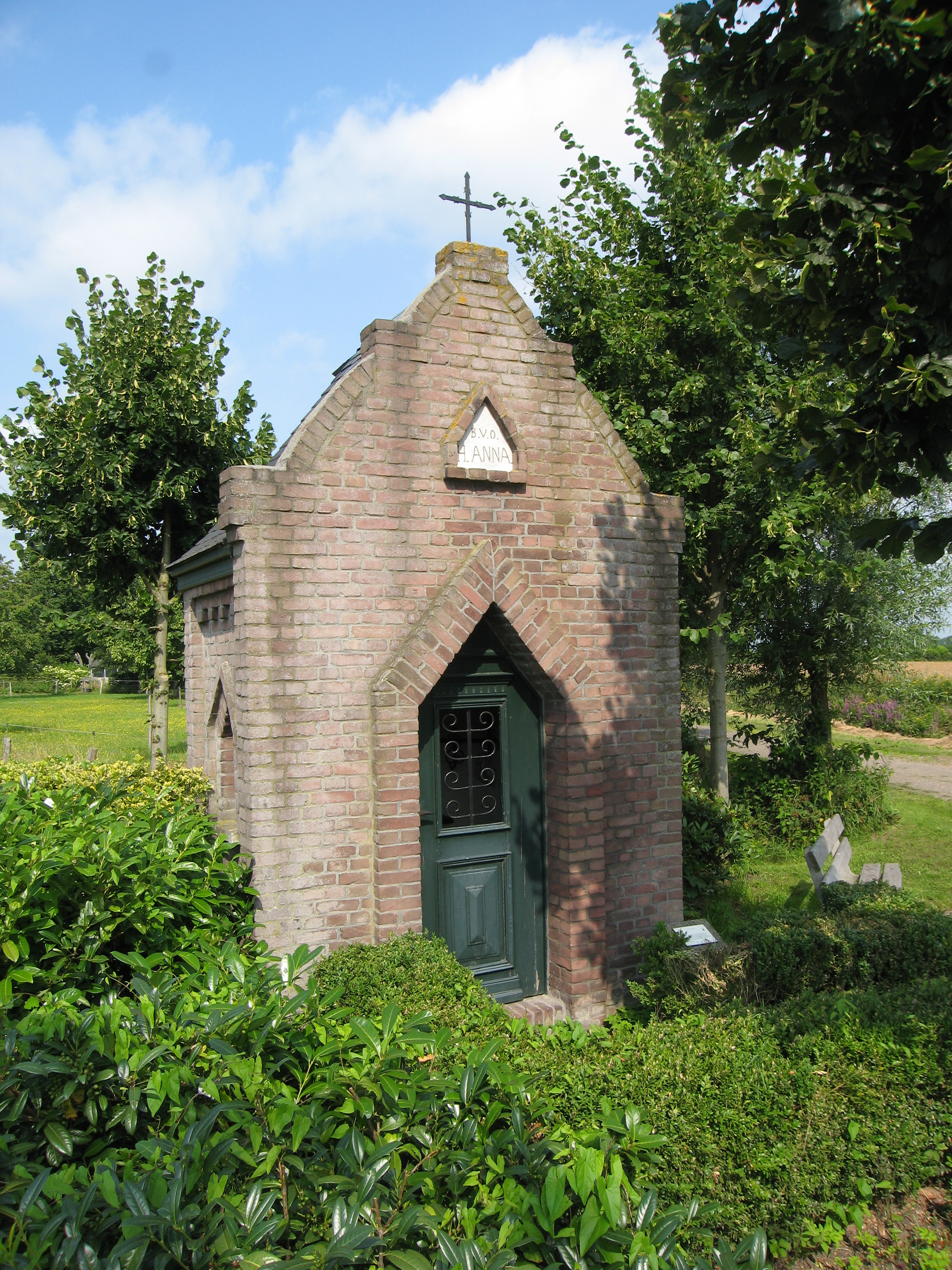
De Sint-Annakapel

De Sint-Annakapel is een kapel bij Sevenum in de Nederlands Noord-Limburgse gemeente Horst aan de Maas. De kapel staat aan de Grubbenvorsterweg op de hoek van de Dijkerheide ten noordoosten van het dorp.
Aan de westkant van Sevenum staat nog een Sint-Annakapel.
De kapel is gewijd aan Sint-Anna.

## Geschiedenis
In 1911 bouwde men de kapel gewijd aan de heilige Anna ter bescherming tegen mond-en-klauwzeer.
In 2009 werd het Annabeeld langs de weg in stukken gevonden. Het beeld werd toen hersteld en een kopie van gemaakt die een plekje in de kapel kreeg.

## Gebouw
De in baksteen in kruisverband opgetrokken kapel heeft een driezijdige koorsluiting en wordt gedekt door een zadeldak van leien. Op de hoeken zijn er steunberen geplaatst en de twee rechte zijgevels hebben een vijfhoekig venster. De frontgevel is een schoudergevel met verbrede aanzet en schouderstukken op de uiteindes en halverwege. Op de top is een kruis geplaatst. Hoog in de frontgevel bevindt zich een vijfhoekige nis met witte achterwand waarin een tekst is aangebracht:

B.V.O. H. ANNA

De frontgevel bevat verder een vijfhoekige toegang die wordt afgesloten met een groene deur.
Van binnen is de kapel wit gestuukt en is er een knielbank geplaatst. In de achterwand is wit gestuukt altaar verwerkt met een donker blad. Op het altaar staat een polychroom beeld van de heilige Anna met haar dochter Maria.